# Helen Czerski
Helen Czerski (Manchester, 1 de noviembre  de 1978) es una física británica, oceanógrafa, divulgadora científica y presentadora de programas de ciencia de la BBC. Es  investigadora en el departamento de ingeniería mecánica en la University College de Londres. Su investigación se centra  en la conexión entre la atmósfera y el océano.

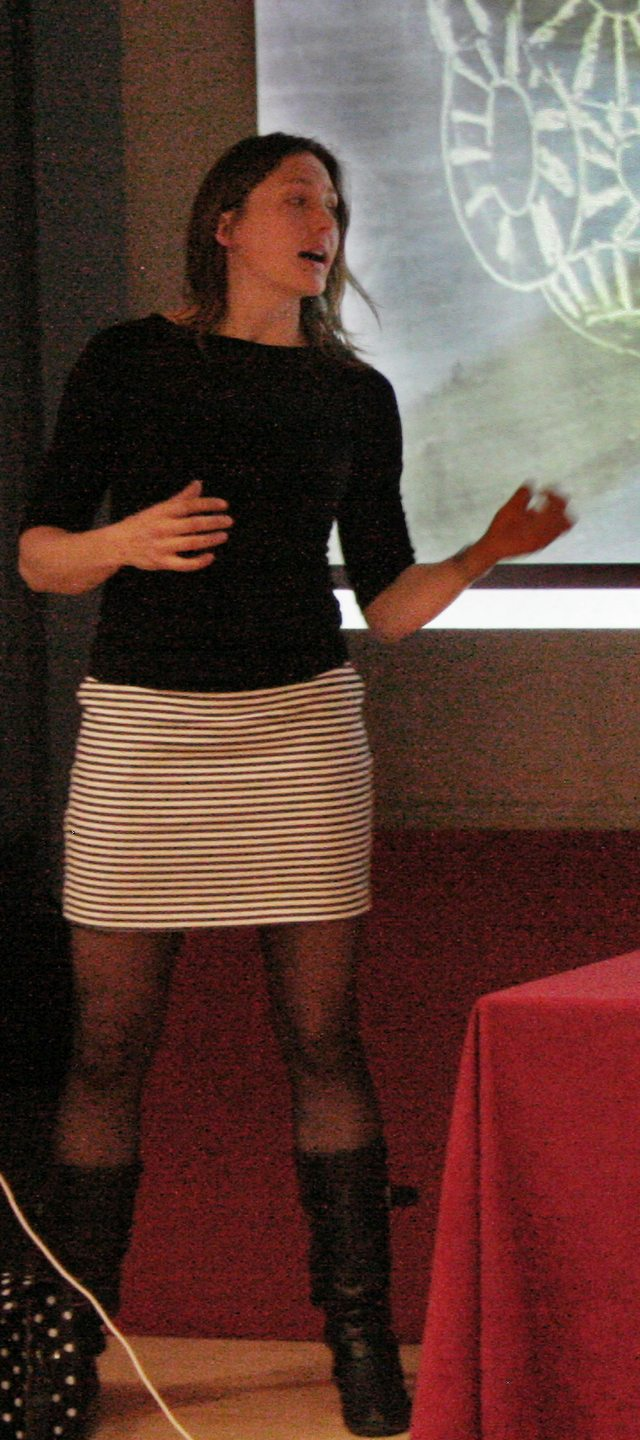
Helen Czerski presentando una diapositiva de ella dibujando un cocolitóforo con tiza en el Festival de Ciencia de Cambridge en 2013.

## Publicaciones
- Czerski, Helen (2017) ¿Por qué a los patos no se les enfrían los pies?. La física de lo cotidiano. Ediciones Paidós. ISBN 978-84-4933-323-1

## Reconocimientos
En 2018 Czerski ganó la Medalla y Premio Kelvin Archivado el 4 de agosto de 2020 en Wayback Machine..